# 化学物質管理者
化学物質管理者（かがくぶっしつかんりしゃ）とは、労働安全衛生法に定められた資格であり、化学物質管理者講習を修了した者の中から事業者により選任される。

## 受講資格
制限なし。誰でも受講できる。

## 講習
告示された講習時間はリスクアセスメント対象物製造事業場向けの講習は12時間以上、リスクアセスメント対象物製造事業場以外の事業場向け（取り扱い事業場向け）の講習は6時間以上である。。

### 化学物質管理者の専門的講習（リスクアセスメント対象物製造事業場）
- 学科

1. 化学物質の危険性及び有害性並びに表示等（2時間30分）
2. 化学物質の危険性又は有害性等の調査（3時間）
3. 化学物質の危険性又は有害性等の調査の結果に基づく措置等その他の必要な記録等（2時間）
4. 化学物質を原因とする災害の発生時の対応（30分）
5. 関係法令（1時間）

- 実技

1. 化学物質の危険性又は有害性等の調査及びその結果に基づく措置等（3時間）

### 化学物質管理者の専門的講習（リスクアセスメント対象物製造事業場以外）
- 学科

1. 化学物質の危険性及び有害性並びに表示等（1時間30分）
2. 化学物質の危険性又は有害性等の調査（2時間）
3. 化学物質の危険性又は有害性等の調査の結果に基づく措置等その他の必要な記録等（1時間30分）
4. 化学物質を原因とする災害の発生時の対応（30分）
5. 関係法令（30分）